# Cornelis de Wael
Cornelis de Wael, né le 7 septembre 1592 à Anvers et mort le 21 avril 1667 à Rome, est un peintre, dessinateur, graveur et marchand d’art flamand.
Principalement actif à Gênes, il a un rôle central dans l'activité des artistes flamands et néerlandais de la ville.

## Biographie
Cornelis de Wael est né vers le 7 septembre 1592 (date de son baptême) à Anvers, dans une famille d'artistes, son père étant le peintre Jan de Wael I (1558-1633), et sa mère Gertrude de Jode provenant elle aussi d'une famille d'artistes : son père est le cartographe Gerard de Jode et son frère le graveur Pieter de Jode l'Ancien.
Il émigre en 1619 pour l'Italie, accompagnant son grand frère Lucas de Wael, également peintre et graveur. Ils s'installent à Gênes, où Cornelis réside pratiquement toute sa vie alors que son frère rentre à Anvers en 1628,. Gênes est alors une destination privilégiée pour les artistes, la concurrence entre eux y étant moins intense que dans les centres culturels dominants que sont Rome, Florence et Venise. Gêne est une ville portuaire en plein essor où de nombreux clients et collectionneurs potentiels, sont de passage, vivent ou viennent s'installer.
L'atelier des frères de Wael à Gênes devient le centre de la colonie des artistes flamands qui résident ou sont de passage en ville. Ces artistes profitent de l'activité que l'atelier génère de même que l'hospitalité et le matériel qu'il offre. Quand Antoine van Dyck visite Gênes, il séjourne chez les frères de Wael et Cornelis devient son principal collaborateur en ville. Van Dyck réalise un portrait des frères de Wael (voir vignette principale) qu'a reproduit par la suite Wenceslas Hollar.
Cornelis et Lucas ont également une activité de marchand d'art ou de biens. En 1628, Lucas rentre à Anvers où il joue un rôle majeur dans ses activités commerciales.
Cornelis séjourne à Rome où il rencontre les membres du Bentvueghels, une association d'artistes principalement néerlandais ou flamands travaillant à Rome. En 1627, il devient membre de l'Accademia di San Luca, la prestigieuse association d'artistes résidant à Rome qui avait de très stricts critères d'admission. Il s'installe de façon permanente à Rome vers 1656 pour éviter l'épidémie de peste de Gênes. Il continue à peintre et commercer. De 1664 à 1666, il est le prieur de la congrégation de l'église Saint-Julien-des-Flamands, à laquelle assistent les résidents flamands de Rome.
Il y a une grande demande pour les œuvres de Cornelis de Wael. On compte parmi ses clients de riches patriciens du gouvernement de la république de Gênes, Philippe III ou encore Philippe-Charles d'Arenberg.
Cornelis de Wael a eu plusieurs élèves parmi lesquels son cousin Jan Baptist de Wael, Jan Hovaert (en) (également connu sous les noms de Giovanni Hovart, Giovanni di Lamberto, Giovannino del su Lamberto, Jan Lambertsz Houwaert) et Antonio Rinaldi,.

## Œuvre
Il est difficile de retracer l'évolution du style dans ses peintures, une seule de ses peintures signées ayant survécu. Par contre, beaucoup de dessins sont signés ou ont le nom de l'artiste inscrit.
Cornelis de Wael est un artiste polyvalent, réalisant des tableaux mais aussi des eaux-fortes, des dessins et même des cartons de tapisserie, travaillant différents genres. Son œuvre peut être divisée en deux principales catégories : celles que l'on nomme à la « grande manière », qui n'étaient généralement pas montrées au grand public ; et les « petite manière ». Ces dernières sont d'une taille moyenne, petite ou très petites et sont peuplées de nombreuses petites figures : elles montrent l'influence de la tradition picturale néerlandaise et des genres picturaux des Bamboccianti. Ces derniers sont un groupe à part composé principalement de peintres de genre néerlandais et flamands résidant à Rome qui représentent principalement le quotidien des classes basses de Rome et de la campagne environnante. De Wiel peint aussi des scènes religieuses, comme la série de tableaux sur le thème des Œuvres de miséricorde.
Cornelis de Wael est un spécialiste des scènes de bataille. Plusieurs de ces peintures représentant des batailles on survécu. La large composition de certains de ses sujets militaires est proche de celle des peintres flamands spécialistes des sujets militaires Pieter Meulener (en) et Adam François van der Meulen, tandis que sa qualité statique rappelle plutôt l'œuvre de Sébastien Vrancx.
De Wael est aussi un portraitiste actif.
Il a collaboré avec Antoine van Dyck et d'autres artistes flamands tels que le peintre de paysages Jan Wildens, mais aussi avec des artistes locaux : lui-même ou quelqu'un de son entourage a peint le staffage des paysages du peintre italien Giovanni Battista Vico,. Dans plusieurs de ses scènes de bataille et vues de port, son frère Lucas a peint les paysages tandis que Cornelis y a ajouté les figures.
Il a aussi réalisé de nombreux dessins dont certains sont conservés au musée du Louvre et au British Museum. Ce dernier possède un album de 53 dessins datant de 1640-1650 qui sont principalement des sujets militaires,. Ces dessins sont en général plus directs et sont souvent signés ou avec le nom de l'artiste inscrit.